# جایزه شعر یدی‌تپه
جایزه شعر یدی‌تپه (به ترکی استانبولی: Yeditepe Şiir Armağanı) جایزه‌ای است که اهدای آن توسط انتشارات یدی‌تپه از طرف حسام‌الدین بوزوک از سال ۱۹۵۵ آغاز شده است. این جایزه هرسال به بهترین کتاب شعر سال قبل داده می‌شود. آخرین جایزه به نجاتی جومالی داده شده است.

## برندگان
| سال  | نام شاعر               | نام شاعر                  | نام اثر                       | نام اثر                              |
| سال  | به فارسی               | به ترکی                   | به فارسی                      | به ترکی                              |
| ---- | ---------------------- | ------------------------- | ----------------------------- | ------------------------------------ |
| ۱۹۸۴ | نجاتی جومالی           | Necati Cumalı             | قبل از طوفان                  | Tufandan Önce                        |
| ۱۹۸۳ | ایلهان برک             | İlhan Berk                | دریای قدیم                    | Deniz Eskisi                         |
| ۱۹۸۲ | علی یوجه               | Ali Yüce                  | دوران خلق                     | Halk Çağı                            |
| ۱۹۸۱ | جاهد کلبی              | Cahit Külebi              | آتش‌سوزی                       | Yangın                               |
| ۱۹۸۰ | صباح‌الدین قدرت آکسال   | Sabahattin Kudret Aksal   | اشعار                         | Şiirler                              |
| ۱۹۷۹ | رفیک دورباش            | Refik Durbaş              | شاگرد استخدام می‌شود           | Çırak Aranıyor                       |
| ۱۹۷۸ | حلیم یاووز             | Hilmi Yavuz               | اشعار شرق                     | Doğu Şiirleri                        |
| ۱۹۷۷ | گولتن آکین             | Gülten Akın               | نوحه‌ها و نغمه‌ها               | Ağıtlar ve Türküler                  |
| ۱۹۷۶ | ملیح جواد آندای        | Melih Cevdet Anday        | مرگ قایق                      | Teknenin Ölümü                       |
| ۱۹۶۷ | اولکو تمر              | Ülkü Tamer                | هوایی که تنفس می‌کنم آسمان است | İçime Çektiğim Hava Değil Gökyüzüdür |
| ۱۹۶۶ | جیحون آتوف کانسو       | Ceyhun Atuf Kansu         | گل آزادی                      | Bağımsızlık Gülü                     |
| ۱۹۶۵ | احمد اوکتای            | Ahmet Oktay               | هر چهره داستانی می‌نویسد       | Her Yüz Bir Öykü Yazar               |
| ۱۹۶۴ | حسن حسین کوکمازگیل     | Hasan Hüseyin Korkmazgil  |                               | Kavel                                |
| ۱۹۶۳ | تورگوت اویار           | Turgut Uyar               | توتون‌ها خیس هستند             | Tütünler Islak                       |
| ۱۹۶۲ | احمد حمدی تانپینار     | Ahmet Hamdi Tanpınar      | اشعار                         | Şiirler                              |
| ۱۹۵۹ | جمال ثریا - آریف دامار | Cemal Süreya - Arif Damar |                               | Üvercinka - İstanbul Bulutu          |
| ۱۹۵۸ | ادیب جانسور            | Edip Cansever             |                               | Yerçekimli Karanfil                  |
| ۱۹۵۷ | بهجت نجاتیگیل          | Behçet Necatigil          | خاک قبلی                      | Eski Toprak                          |
| ۱۹۵۶ | فاضل حسنی داغلارجا     | Fazıl Hüsnü Dağlarca      | آسو                           | Asu                                  |
| ۱۹۵۵ | اوکتای رفعت            | Oktay Rıfat               | روباه و کلاغ                  | Karga ile Tilki                      |